# Thagria serrastyla
Thagria serrastyla är en insektsart som beskrevs av Nielson 1980. Thagria serrastyla ingår i släktet Thagria och familjen dvärgstritar. Inga underarter finns listade i Catalogue of Life.